# SM Entertainment
SM Entertainment (hangul: SM 엔터테인먼트) – główna agencja talentu, producent i wydawca muzyki koreańskiej. Wytwórnia została założona 14 lutego 1995 r. przez Lee Soo-man. Początkowo „SM” było skrótem imienia założyciela agencji (S.M. – Soo Man), ale teraz oznacza Star Museum (Muzeum Gwiazdy). Firma współpracuje z japońską wytwórnią Avex Trax oraz stworzyła odrębny oddział SM Japan. Jest jedną z trzech najbardziej znanych wytwórni płytowych w przemyśle K-popowym, obok YG Entertainment oraz JYP Entertainment.
Wytwórnia zarządza wybitnymi artystami K-popowymi, takimi jak BoA, S.E.S., TVXQ, Super Junior, Girls’ Generation, SHINee, f(x), EXO, Red Velvet, NCT, aespa a wcześniej również grup pionierskich H.O.T., Fly to the Sky oraz Shinhwa. Zarządza również wieloma aktorami, m.in. Kim Min-jong. W Japonii SM Entertainment współpracuje z wytwórnią Avex Trax, jak również artystami Johnny & Associates.

## Artyści
Wszyscy artyści pod SM Entertainment znani są zbiorczo pod nazwą SMTown.

### Muzycy

#### Soliści
- BoA
- Kangta
- J-Min
- Sunday
- Taemin
- Zhou Mi
- Kyuhyun
- Taeyeon
- Ryeowook
- Yesung
- Lay
- Taeyong
- Yoona
- Yuri
- Key
- Onew
- Chen
- Yunho
- Baekhyun
- Suho
- Max
- D.O.

#### Zespoły
- S.E.S.
- TVXQ
- Super Junior
- Girls’ Generation
- SHINee
- f(x)
- EXO
- Red Velvet
- NCT
- Aespa
- Riize

Zespoły projektowe
- SM the Ballad
- Younique Unit
- SM The Performance
- Toheart
- SM Rookies
- SuperM

### Aktorzy
| - Choi Jong-yoon - Ki Do-hoon - Kim Ian - Kim Min-jong - Lee Cheol-woo - Lee Jae-ryong - Yoo Ho-jeong - Lina | - Kim Kyung-sik - Lee Dong-woo Pianiści - Song Kwang-sik |

## Byli artyści
- Hyun Jin-young (1990–1993)
- Han Dong-joon(inne języki) (1991–1992)
- Kim Kwang-jin(inne języki) (1991–1992)
- H.O.T. (1996–2001)
  - Lee Jae-won (1996–2001)
  - Tony An (1996–2001)
  - Jang Woo-hyuk (1996–2001)
  - Moon Hee-joon (1996–2005)
- Shinhwa (1998–2003)
- Fly to the Sky (1999–2004)
- Jang Na-ra (2001–2008)
- M.I.L.K (2001–2003)
  - Seo Hyun-jin (2001–2007)
- Sugar (2001–2006)
- Black Beat (2002–2007)
- Shinvi (2002–2003)
- Isak ‘N’ Jiyeon (2002–2004)
  - Kim Isak (2002–2012)
- TVXQ
  - Kim Jae-joong (2003–2009)
  - Park Yoochun (2003–2009)
  - Kim Junsu (2003–2009)
- TraxX (2004-2019)
  - Kim Jung-woo (2004-2006)
  - No Min-woo (2004–2009)
  - Jay (2004–2019)
  - Jungwoo (2004–2019)
- CSJH The Grace (2005–2010)
  - Stephanie (2005–2016)
  - Dana (2001–2020)
  - Sunday (2005–2021)
- Super Junior
  - Han Geng (2005–2009)
  - Kim Ki-bum (2004–2015)
- Girls’ Generation
  - Jessica (2007–2015)
  - Tiffany (2007–2017)
  - Sooyoung (2007–2017)
  - Seohyun (2007–2017)
- Chu Ga-yeoul (2002–2012)
- Jino (2010)
- EXO
  - Kris (2012–2022)
  - Luhan (2012–2022)
  - Tao (2012–2022)
  - Lay (2012–2022)
  - EXO-CBX (2016-2024)
- Zhang Liyin (2006–2017)
- SHINee
  - Jonghyun[a] (2008–2017)
- Super Junior-M
  - Henry Lau (2008–2018)
- f(x)
  - Amber (2009–2019)
  - Luna (2009–2019)
  - Sulli[b] (2009–2019)
  - Krystal (2009–2020)
  - Victoria (2009–2021)
- Lee Yeon-hee (2001–2020)